# Луїджі Дзампа
Луї́джі Дза́мпа (італ. Luigi Zampa; нар. 2 січня 1905, Рим, Італія — пом. 16 серпня 1991, там же) — італійський кінорежисер, сценарист.

## Біографія
Луїджі Дзампа народився 2 січня 1905 року в Римі, Італія. Готувався до кар'єри інженера, але захоплення театром виявилося сильнішим, і Дзампа почав вивчати ремесло театрального режисера. У середині курсу зрозумівши, що істинне його покликання кіно, поступив в Експериментальний кіноцентр у Римі на режисерський факультет.
Кінематографічну кар'єру Дзампа розпочав наприкінці 1930-х років зі сценаріїв до фільмів: «Дора Нельсон», «Тисяча лір у місяць», «Усе для жінки», «Перипетії любові» та ін. Був помічником режисера. Дебютувавши у режисурі фільмом «Фра Дияволо» (за оперою Д. Ф. Е. Обера), упродовж усієї Другої світової війни Дзампа знімав конформістське кіно — веселі комедії, далекі від конкретної реальності і людських проблем.
По війні Луїджі Дзампа став одним з творців неореалістичної сатиричної комедії. Особливе місце в його повоєнній творчості займають фільми «Жити в мирі» про те, що рядовий італієць, усупереч завірянням фашистських ідеологів, не хотів війни; «Депутатка Анджеліна» з Анною Маньяні, що розповідає про долю жінки, яка вирішила стати поборницею інтересів своїх співвітчизників; дилогія «Важкі роки» і «Легкі роки», де Дзампа осміював Італію періоду Другої світової війни. Пізніше режисер знову повернувся до створення легких комедій.
У 1950-і роки Дзампа зняв низку гостросоціальних стрічок, в яких викривав неаполітанську мафію («Процес над містом», 1952), піднімав проблему безробіття («Суддя», 1959), викривав зловживання владою міських чиновників («Поліцейський», 1960). У 1962 році поставив фільм «Буремні роки» за мотивами «Ревізора» Гоголя, перенісши дію в Італію 1930 років.
У 70-і роки на хвилі політичного кіно Луїджі Дзампа знову зробив спробу зняти ангажовані стрічки, які стали вдалими: «Шановані люди» та «Хірурги, мафія у білому» порушували болісні суспільно-значущі питання і дістали широкий резонанс не лише в Італії, але й за кордоном.
Луїджі Джампа є автором роману "Успіх "(1958), що має автобіографічний характер і змальовує устої, що панують в італійському кінематографі.

## Фільмографія
| Рік  | Назва українською                                                                     | Оригінальна назва                                                | Режисер | Сценарист |
| ---- | ------------------------------------------------------------------------------------- | ---------------------------------------------------------------- | ------- | --------- |
| 1939 | Море тривог                                                                           | Un mare di guai                                                  |         | Так       |
| 1939 | Тисяча лір у місяць                                                                   | Mille lire al mese                                               |         | Так       |
| 1940 | Сто тисяч доларів                                                                     | Centomila dollari                                                |         | Так       |
| 1940 | Усе для жінки                                                                         | Tutto per la donna                                               |         | Так       |
| 1940 | Дора Нельсон                                                                          | Dora Nelson                                                      |         | Так       |
| 1940 | Танець мільйонів                                                                      | La danza dei milioni                                             |         | Так       |
| 1940 | Перипетії любові                                                                      | Manovre d'amore                                                  |         | Так       |
| 1941 | Зниклий актор                                                                         | L'attore scomparso                                               | Так     | Так       |
| 1942 | Маленькі синьйори                                                                     | Signorinette                                                     | Так     | Так       |
| 1942 | Фра Дияволо                                                                           | Fra' Diavolo                                                     | Так     | Так       |
| 1942 | Завжди знайдеться якесь «але»                                                         | C'è sempre un ma!                                                | Так     | Так       |
| 1943 | Останні флібустьєри                                                                   | Gli ultimi filibustieri                                          |         | Так       |
| 1945 | Чорна вінчальна сукня                                                                 | L'abito nero da sposa                                            | Так     | Так       |
| 1946 | Американець у відпустці                                                               | Un americano in vacanza                                          | Так     | Так       |
| 1947 | Жити в мирі                                                                           | Vivere in pace                                                   | Так     | Так       |
| 1947 | Депутатка Анджеліна                                                                   | L'onorevole Angelina                                             | Так     | Так       |
| 1948 | Важкі роки                                                                            | Anni difficili                                                   | Так     |           |
| 1949 | Ударити в набат                                                                       | Campane a martello                                               | Так     |           |
| 1949 | Війна і мир                                                                           | Guerra e pace                                                    | Так     |           |
| 1950 | Серця, що не відають меж                                                              | Cuori senza frontiera                                            | Так     |           |
| 1950 | Легше верблюдові пройти крізь вушко голки…                                            | È più facile che un cammello…                                    | Так     |           |
| 1951 | Панове, у вагон!                                                                      | Signori, in carrozza!                                            | Так     | Так       |
| 1952 | Процес над містом                                                                     | Processo alla città                                              | Так     | Так       |
| 1953 | Ми — жінки (новела «Іза Міранда»)                                                     | (Siamo donne, l'episodio — Isa Miranda                           | Так     | Так       |
| 1953 | Легкі роки                                                                            | Anni facili                                                      | Так     | Так       |
| 1953 | Пристрасна пісня                                                                      | Canzone appassionata                                             |         | Так       |
| 1954 | Таке життя (новела «Патент»)                                                          | Questa è la vita — La Petente                                    | Так     | Так       |
| 1954 | Римлянка                                                                              | La romana                                                        | Так     | Так       |
| 1954 | Мистецтво влаштовуватися                                                              | L'arte di arrangiarsi                                            | Так     | Так       |
| 1955 | Сьогоднішні дівчата                                                                   | Ragazze d'oggi                                                   | Так     | Так       |
| 1956 | Час літніх відпусток                                                                  | Tempo di villeggiatura                                           |         | Так       |
| 1958 | Він злодій, вона злодійка                                                             | Ladro lui, ladra lei                                             | Так     | Так       |
| 1958 | Переможниця на перегонах                                                              | La ragazza del palio                                             | Так     | Так       |
| 1959 | Суддя                                                                                 | Il magistrato                                                    | Так     | Так       |
| 1960 | Поліцейський                                                                          | Il vigile                                                        | Так     | Так       |
| 1962 | Буремні роки                                                                          | Gli anni ruggenti                                                | Так     | Так       |
| 1964 | Літнє безумство                                                                       | Frenesia dell'estate                                             | Так     |           |
| 1966 | Питання честі                                                                         | Una questione d'onore                                            | Так     | Так       |
| 1966 | Наші чоловіки                                                                         | I nostri mariti                                                  | Так     |           |
| 1967 | Ніжні синьйори                                                                        | Le dolci signore                                                 | Так     |           |
| 1968 | Лікар страхової каси                                                                  | Il medico della mutua                                            | Так     | Так       |
| 1970 | Загальний протест                                                                     | Contestazione generale                                           | Так     | Так       |
| 1971 | Красивий, чесний емігрант в Австралії хотів би одружуватися на дівчині-співвітчизниці | Bello, onesto, emigrato Australia sposerebbe compaesana illibata | Так     | Так       |
| 1973 | Хірурги, мафія у білому                                                               | Bisturi, la mafia bianca                                         | Так     |           |
| 1975 | Шановні люди                                                                          | Gente di rispetto                                                | Так     | Так       |
| 1977 | Чудовисько                                                                            | Il mostro                                                        | Так     |           |
| 1979 | Дикі ліжка                                                                            | Letti selvaggi                                                   | Так     |           |

## Визнання
| Рік                                               | Категорія                                              | Фільм                                                     | Результат |
| ------------------------------------------------- | ------------------------------------------------------ | --------------------------------------------------------- | --------- |
| Венеційський міжнародний кінофестиваль            |                                                        |                                                           |           |
| 1947                                              | Великий міжнародний приз                               | Депутатка Анджеліна                                       | Номінація |
| 1948                                              | Великий міжнародний приз                               | Важкі роки                                                | Номінація |
| 1948                                              | Приз Кубок ENIC                                        | Важкі роки                                                | Перемога  |
| 1950                                              | Золотий лев                                            | Легше верблюдові пройти крізь вушко голки…                | Номінація |
| 1953                                              | Золотий лев                                            | Легкі роки                                                | Номінація |
| 1954                                              | Золотий лев                                            | Римлянка                                                  | Номінація |
| 1983                                              | Нагорода П'єтро Б'янкі                                 | Нагорода П'єтро Б'янкі                                    | Перемога  |
| Міжнародний кінофестиваль у Локарно               |                                                        |                                                           |           |
| 1947                                              | Приз за найкращий сценарій                             | Жити в мирі                                               | Перемога  |
| 1962                                              | Срібна мушля за найкращий художній фільм               | Буремні роки                                              | Перемога  |
| Італійський національний синдикат кіножурналістів |                                                        |                                                           |           |
| 1947                                              | Срібна стрічка за найкращий оригінальний сюжет         | Жити в мирі (спільно з Сузо Чеккі д'Аміко, П'єро Телліні) | Перемога  |
| 1953                                              | Премія «Срібна стрічка» за найкращу режисерську роботу | Процес над містом                                         | Перемога  |
| 1954                                              | Срібна стрічка за найкращий сюжет/сценарій             | Легкі роки                                                | Перемога  |
| Берлінський міжнародний кінофестиваль             |                                                        |                                                           |           |
| 1953                                              | Спеціальний приз сенату Берліна                        | Процес над містом                                         | Перемога  |
| 1966                                              | Золотий ведмідь                                        | Питання честі                                             | Номінація |
| Золотий кубок                                     |                                                        |                                                           |           |
| 1953                                              | Найкращий режисер                                      | Процес над містом                                         | Перемога  |
| Каннський міжнародний кінофестиваль               |                                                        |                                                           |           |
| 1974                                              | Золота пальмова гілка                                  | Хірурги, мафія у білому                                   | Номінація |